# Сегунда Дивізіон 2025—2026
Сегунда Дивізіон 2025—2026 (ісп. Segunda División de España 2025—26) — 95-й сезон другого за значенням іспанського дивізіону.

## Зміни порівняно з попереднім сезоном
| Підвищились з Прімера Федерасьйон | Вибули з Ла-Ліги 2024–25       | Підвищились до Ла-Ліги 2025–26 | Вибули до Прімера Федерасьйон                |
| --------------------------------- | ------------------------------ | ------------------------------ | -------------------------------------------- |
| Андорра Сеута Культураль Леонеса  | Леганес Лас-Пальмас Вальядолід | Леванте Ельче Ов'єдо           | Ельденсе Тенерифе Расінг (Ферроль) Картахена |

## Клуби
| Клуб                   | Місто                       | Арена                   | Місткість |
| ---------------------- | --------------------------- | ----------------------- | --------- |
| Альбасете              | Альбасете                   | Карлос Бельмонте        | 17,524    |
| Альмерія               | Альмерія                    | Хуегос Медітерранеос    | 15,000    |
| Андорра                | Андорра-ла-Велья            | Естаді Насьйональ       | 3,306     |
| Бургос                 | Бургос                      | Ель Плантіо             | 12,194    |
| Вальядолід             | Вальядолід                  | Хосе Соррилья           | 27,618    |
| Гранада                | Гранада                     | Нуево Лос Карменес      | 19,189    |
| Депортіво (Ла-Корунья) | Ла-Корунья                  | Ріасор                  | 32,660    |
| Ейбар                  | Ейбар                       | Іпуруа                  | 8,164     |
| Кадіс                  | Кадіс                       | Нуево-Міранділла        | 20,724    |
| Кастельйон             | Кастельйон-де-ла-Плана      | Касталія                | 15,500    |
| Кордова                | Кордова                     | Нуево Арканхель         | 20,989    |
| Культураль Леонеса     | Леон                        | Естадіо Рейно де Леон   | 13,346    |
| Лас-Пальмас            | Лас-Пальмас-де-Гран-Канарія | Гран Канарія            | 31,250    |
| Леганес                | Леганес                     | Бутарке                 | 12,450    |
| Малага                 | Малага                      | Ла-Росаледа             | 30,044    |
| Мірандес               | Міранда-де-Ебро             | Андува                  | 5,759     |
| Расінг (С)             | Сантандер                   | Ель Сардінеро           | 22,222    |
| Сарагоса               | Сарагоса                    | Ромареда                | 33,608    |
| Сеута                  | Сеута                       | Естадіо Альфонсо Мурубе | 6,500     |
| Спортінг               | Хіхон                       | Ель-Молінон             | 29,371    |
| Уеска                  | Уеска                       | Ель-Алькорас            | 9,100     |